# Palamedu
Palamedu là một thị xã panchayat của quận Madurai thuộc bang Tamil Nadu, Ấn Độ.

## Địa lý
Palamedu có vị trí 10°07′B 78°07′Đ / 10,12°B 78,12°Đ Nó có độ cao trung bình là 227 mét (744 feet).

## Nhân khẩu
Theo điều tra dân số năm 2001 của Ấn Độ, Palamedu có dân số 8187 người. Phái nam chiếm 50% tổng số dân và phái nữ chiếm 50%. Palamedu có tỷ lệ 62% biết đọc biết viết, cao hơn tỷ lệ trung bình toàn quốc là 59,5%: tỷ lệ cho phái nam là 69%, và tỷ lệ cho phái nữ là 54%. Tại Palamedu, 12% dân số nhỏ hơn 6 tuổi.